# 化身
化身（Incarnation），在各宗教中，通常指神或精靈等超自然力量，通過某種方式，以人類或動物的形態，實體化出現在人類世界之中。在宗教文獻中，神佛由其國土來到人間，通常以化身方式出現，他的本體仍然在淨土、天堂或靈界，出現在人間的形象並非本體，而是本體的投射或變化。而且本體也可以有無限化身，比如藏傳佛教，同一時代的兩名上師可能是同一名菩薩的化身。

## 各種化身觀念

### 古埃及
古埃及人相信，法老是太陽神荷鲁斯或拉（Ra）的化身。